# Фудбалски савез Свете Луције
Фудбалски савез Свете Луције (енгл. Saint Lucia Football Association (SLFA)) је управно тело фудбала у Светој Луцији. СЛФА је основан 1979. године, исте године када је острво стекло независност, са седиштем у Кастризу, главном граду земље. Савез води мушку и женску јуниорску и сениорску репрезентацију Свете Луције, као и домаћа фудбалска такмичења, која укључују и мушке и женске професионалне лиге и омладинска првенства.
У међународном такмичењу, фудбалски тимови Свете Луције имали су скроман успех против својих карипских суседа, али изван тог географског подручја њихово искуство је прилично ограничено. У ствари, када се мушки тим суочио са Панамом у квалификацијама за Светско првенство у фудбалу 2006, то је био први пут да су икада имали противника ван карипске зоне. Мушка екипа је четири пута покушала да се пласира на Светско првенство, али још није успела да прође друго претколо у региону КОНКАКАФа. Били су конкурентнији у конкуренцији Купа Кариба, напредујући чак до полуфинала. Женска репрезентација покушала је први пут да се пласира на Светско првенство за жене 2003. године, али није прошла прво коло квалификација упркос томе што је имала две победе и нерешен резултат.

## Достигнућа
- Светско првенство у фудбалу

Учешћа: Нема
- КОНКАКАФ златни куп

Учешћа: Нема